# Ngaramasch
Ngaramasch (ook gespeld als Ngeremasch; vroeger Saipan Town) is de hoofdplaats van de Palause staat Angaur. Het stadje telt 135 inwoners (2009) en is gelegen aan de westkust van het eiland. Ngaramasch beschikt over een kleine haven.

## Toerisme en bezienswaardigheden
In het zuidoosten van het plaatsje ligt de Onze-Lieve-Vrouw van de Rozenkranskerk. Ngaramasch telt een tweetal pensions; klassieke hotels zijn er niet.

## Vervoer
Ngaramasch ligt westelijk van de Airstrip Angaur, die twaalfmaal per week via Peleliu vanop de Internationale Luchthaven Roman Tmetuchl te Koror wordt aangevlogen door de Palause maatschappij Belau Air. Daarnaast zijn er bootverbindingen tussen Angaur en Koror.

Gabayanga · Ngaramasch · Rois
Airai · Dongosaro · Hatohobei · Imeong · Kayangel · Kloulklubed · Koror · Melekeok · Mengellang · Mongami · Ngaramasch · Ngatpang Village · Ngchesar Hamlet · Ngercheluuk · Ulimang · Urdmang